# Población del México Independiente

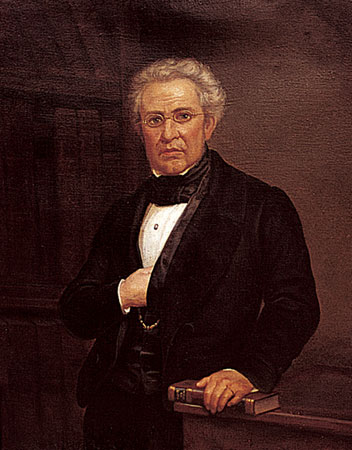
Alamán, promotor de la colonización de Texas.

México Independiente es el nombre del período comprendido entre 1821, después de la consumación de la independencia de México, hasta 1854, cuando comienza el período caracterizado por las Leyes de Reforma y el liberalismo.
En la cuestión poblacional, los gobiernos se enfrentaron a serios problemas en el terreno de la demografía. 6 millones de habitantes distribuidos en 4 millones de kilómetros.
La población de origen indígena conformaba un setenta por ciento para 1821, la cual sería marginalizada e iría reduciéndose durante el siglo XIX, dando poder a los criollos que lideraron las independencias y a los mestizos. 
La despoblación del norte fue un grave problema que años después significaría la pérdida de esos territorios colonizados por anglosajones. El gobierno promulgó leyes para abatir la escasa presencia de mexicanos en esa zona, además de que no era un lugar propicio para trabajar. Existían solo dos poblaciones grandes: Santa Fe de Nuevo México y San Antonio en Texas.
El principal promotor de la colonización de Texas por españoles, americanos u otro pueblo de religión católica fue el máximo ideólogo conservador, Lucas Alamán, dos veces Ministro de Relaciones Exteriores.
Otra preocupación del gobierno era atraer inmigrantes extranjeros, españoles según la opinión conservadora y anglosajones de acuerdo a los liberales, a fin de promover la industria y las artes.
El centralismo provocó descontento en las poblaciones del norte, que pronto comenzarían a prosperar, pues casi toda decisión de índole política o económica se tenía que consultar en la Ciudad de México. Además, el pésimo estado de los caminos, la enorme distancia entre ciudades, la inseguridad de las fronteras que degeneraba en abigeato, fueron factores que agravaron la situación.